# Préfet (France)
Pour les autres articles nationaux ou selon les autres juridictions, voir Préfet.
En France, un préfet est un haut fonctionnaire dont la fonction est définie par l'article 72 de la Constitution de la Cinquième République : « Dans les collectivités territoriales de la République, le représentant de l’État, représentant de chacun des membres du Gouvernement, a la charge des intérêts nationaux, du contrôle administratif et du respect des lois ».
Le terme désigne au sens large la fonction de préfet de département ou de préfet de région et le grade de son titulaire. Ils sont membres du corps préfectoral, appelé familièrement « la préfectorale ».
Il exerce généralement dans l'administration de l'État à l'échelon territorial, au sein d'une circonscription, et est généralement issu de l'École nationale d'administration (ÉNA), devenue en 2022, l'Institut national du service public (INSP). Certains membres du corps sont nommés par le pouvoir politique en place, au « tour extérieur ».
Les différents types de préfet, composant le corps des préfets, sont hiérarchisés. Ainsi, le préfet de région est au-dessus du préfet de département et le préfet de département est le supérieur des sous-préfets. 
Le corps préfectoral, c'est-à-dire les hauts fonctionnaires d'État qui ont pour rôle de faire respecter les lois et règlements de la République, est composé de plus de 200 préfets, dont 101 sont affectés en tant que préfet dans un département métropolitain ou en outre-mer et de plus de 600 sous-préfets dont plus de 85 % des effectifs sont affectés en préfecture et sous-préfecture, le restant occupant des postes en administration centrale ou dans d'autres services de l'État ou dans des établissements publics de l'État.

## Histoire

### D'une administration d'empire à une administration républicaine

#### Les «empereurs au petit pied»
La fonction de préfet et celle de sous-préfet ont été créées par Napoléon Bonaparte, alors Premier consul, le 17 février 1800, par la loi du 28 pluviôse an VIII, opérant une déconcentration de l'État organisée sur la base départementale mise en place par l'Assemblée nationale le 26 février 1790. Le préfet devient l'autorité centrale et unique de la déconcentration dans le ressort territorial du département. Il est assisté de sous-préfets dans les arrondissements.

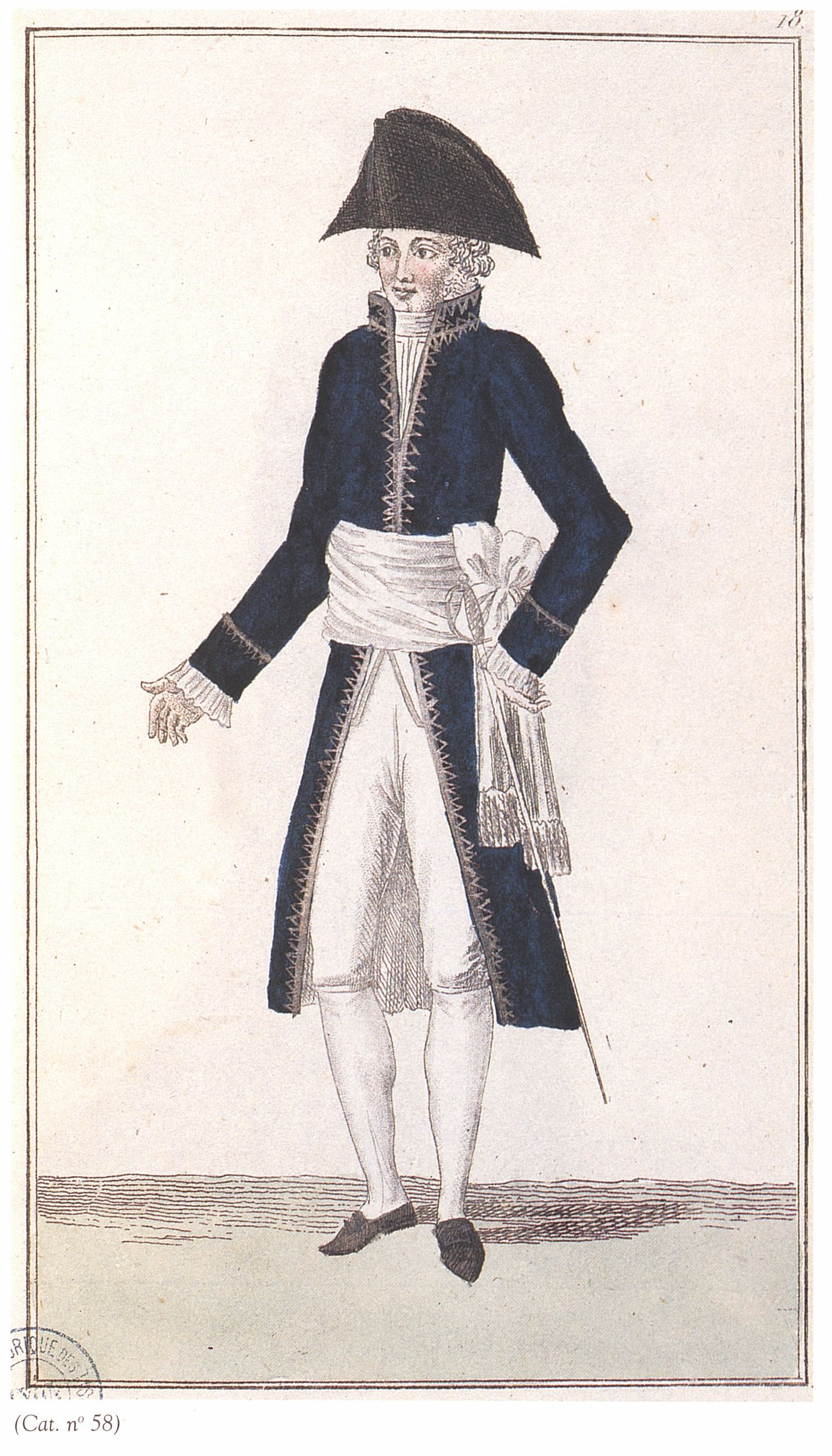
Costume de préfet de l'Empire. Collection du musée des Tissus de Lyon. ADRML.

Le choix du titre retenu, du latin præfectus (« placé à la tête de... »), traduit l'autorité que l'on entend conférer aux tenants de cette nouvelle fonction, par référence à la Rome antique.
La fonction préfectorale remplace, sans lui correspondre tout à fait, celle exercée pendant l'Ancien régime par les intendants qui exerçaient leur administration dans le cadre des généralités. Agents de l'absolutisme royal, les intendants impulsèrent l'unification administrative du pays, au prix de la réduction des libertés provinciales et municipales, ce qui les rendit très impopulaires. Sous la pression de l'opinion publique, Louis XVI leur retira la plupart de leurs pouvoirs pour les donner aux assemblées provinciales instituées entre 1778 et 1787 dans la majorité des généralités. En 1789, les cahiers de doléances réclamèrent leur disparition, laquelle fut décidée par l'Assemblée nationale le 22 décembre 1789.
À bien des égards, les préfets retrouvent le pouvoir absolu que l'on avait critiqué chez les Intendants royaux. Après l'expérience révolutionnaire d'une certaine autonomie des collectivités locales, organisées sur la base de l'élection et de la collégialité, le Premier consul entend mettre au pas les autorités locales. La loi du 28 pluviôse « rompt radicalement avec les pratiques révolutionnaires en vigueur depuis 1789 ».
Dans le département, « le préfet sera chargé seul de l'administration » (loi du 28 pluviôse, an VIII - titre II, §1 -III). Nommé par le Premier Consul, intermédiaire obligé entre l'assemblée départementale et l’État, le préfet est l'organe exécutif unique du département. Il contrôle et anime le conseil général, dont il préside les réunions avec voix prépondérante (titre II, §1 -V). Les membres du conseil général sont choisis par Bonaparte. Le préfet désigne les maires et les adjoints des communes de moins de 5 000 habitants et propose au Premier Consul, plus tard à l'Empereur, la nomination des autres (II - §4).
Napoléon qualifiera dans le Mémorial de Sainte-Hélène les préfets « d'empereurs au petit pied » traduisant l'étendue de leur pouvoir, accentuée par la stabilité du corps préfectoral sous le Consulat et l'Empire (28 préfets resteront plus de dix ans en poste).
En pratique, les préfets ont cependant dès l'origine dû composer avec les élites locales et avec les représentants de l'armée. La question des préséances durant les cérémonies, reflet d'une concurrence des légitimités, a ainsi suscité d'inépuisables conflits locaux, jusqu'au décret impérial du 24 messidor an XII (13 juillet 1804) qui fixe les préséances et honneurs civils et militaires dans les cérémonies publiques et établit clairement qu'il appartient au préfet d'accueillir l'Empereur à son arrivée dans un département.
Les préfets devaient aussi composer avec leurs ministres de tutelle, lesquels ne voyaient souvent en eux que de simples exécutants. Ainsi, pour Chaptal, « le préfet, essentiellement occupé de l'exécution, transmet les ordres au sous-préfet, celui-ci aux maires des villes, bourgs et villages ; de manière que la chaîne d'exécution descend sans interruption du ministre à l'administré, et transmet la loi et les ordres du gouvernement jusqu'aux dernières ramifications de l'ordre social avec la rapidité du fluide électrique ».

#### D'un empire à l'autre: les artisans de la modernisation du pays
Durant la Restauration, contre les Ultras qui réclamaient le rétablissement des institutions royales d'Ancien régime, Louis XVIII a conservé l'administration départementale mise en place par Napoléon. Outre qu'elle avait démontré son efficacité, l'institution préfectorale s'était très largement ouverte sous l'Empire à l'aristocratie. Le corps préfectoral subit deux épurations royalistes (du fait de l'intermède des Cent Jours) mais l'institution ne fut pas remise en cause.
Sous la Monarchie de Juillet, la fonction politique des préfets se précisa : en effet, dans le cadre du nouveau régime censitaire institué par la loi du 21 mars 1831 pour les communes, principe étendu aux conseils généraux par la loi du 22 juin 1833, le préfet devint un agent électoral à la solde du gouvernement, promouvant les candidats officiels et multipliant les contacts avec le corps électoral restreint institué par la loi.
En parallèle, à l'instar du préfet Rambuteau pour le département de la Seine, les préfets voient leur rôle de chef de file en matière économique et sociale s'accentuer. Ils sont à l'origine de nombreuses initiatives économiques, pour soutenir l'industrie naissante, mais aussi dans le domaine social, pour lutter contre la pauvreté, soutenir le développement de l'instruction primaire, développer les œuvres de bienfaisance, la salubrité publique, etc.

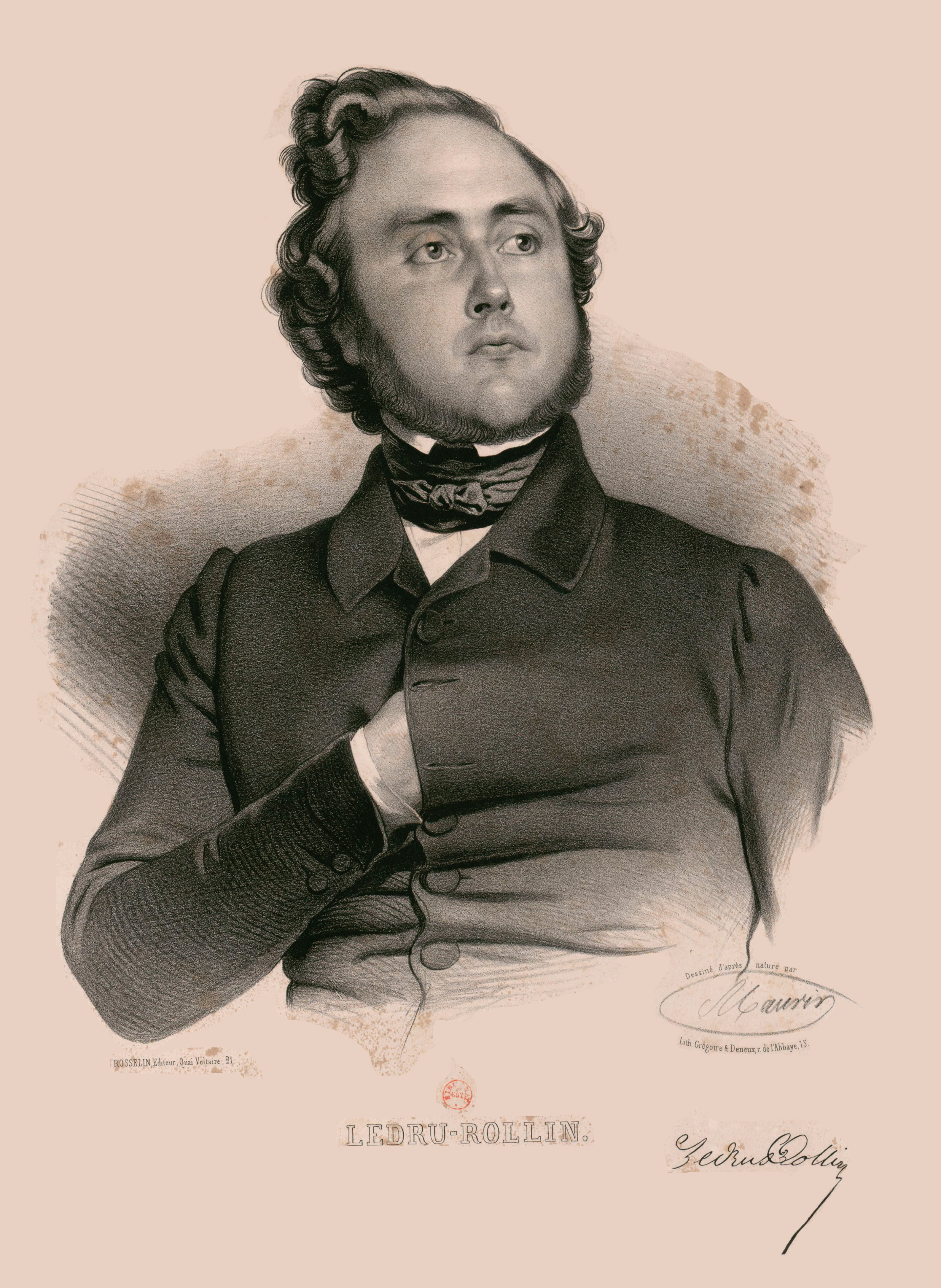
Pendant trois mois après la révolution de 1848, les préfets sont remplacés par des commissaires de la République sous l'impulsion d'Alexandre Ledru-Rollin.

Devenu ministre de l'Intérieur au sein du gouvernement provisoire qui suit la révolution de 1848, Alexandre Ledru-Rollin remplace, du 25 février au 20 mai 1848, les préfets par des « commissaires de la République » (excepté les préfets de police), et les sous-préfets par des sous-commissaires : Pierre Henry estime que « le gouvernement provisoire donna l'illusion d'opérer un changement à l'orée d'un régime nouveau : en fait, il ne changea que le titre des représentants, et de réforme réelle, il n'y eut point. [...] Aucune délibération, aucune proclamation, ne mit fin au régime préfectoral. Les nouveaux gouvernants, au lieu des préfets, nommèrent des commissaires de la République, au lieu de sous-préfets, des sous-commissaires. [...] Réforme minuscule, sans profit pour personne, et très éphémère puisqu'elle dura trois mois, pas plus. L'opinion publique accueillit ce tour de passe-passe avec étonnement, sans ratifier ni protester. Il en fut de même lorsque les fonctions préfectorales furent rétablies, chacun pensant qu'une République peut être aussi bien servie par des préfets qu'une monarchie ». Dans sa circulaire du 12 mars, Alexandre Ledru-Rollin incite les commissaires à « vivement exciter les sentiments républicains du pays », à choisir « des hommes nouveaux et, autant que possible, sortant du peuple », et souligne le caractère « illimité » de leurs pouvoirs. Jacqueline Lalouette indique que « globalement, l'action des commissaires de la République fut appréciée puisqu'un grand nombre d'entre eux furent élus à l'Assemblée nationale constituante ».
Le Second Empire attribue de nouveaux pouvoirs aux préfets par le premier texte de déconcentration, le décret du 25 mars 1852, au préambule resté célèbre « on peut gouverner de loin, mais… on administre bien que de près ». L'action du préfet Haussmann à Paris est incontestablement la plus révélatrice de la période. Malgré une légère atténuation au moment de la libéralisation du régime à compter de 1860, notamment par la loi du 24 juillet 1867 sur les conseils municipaux qui restreint la tutelle des préfets sur les collectivités locales, le préfet du Second empire s'occupe de tout et pèse largement sur la vie locale, au détriment des autorités et de la démocratie locales.

#### Une institution qui s'enracine avec laIIIeRépublique
La IIIe République conforte l'institution préfectorale et en fait un facteur de diffusion des idées républicaines, notamment dans les campagnes. Parallèlement, la démocratie locale se met en place et les collectivités territoriales s'émancipent lentement de la tutelle préfectorale. Deux lois importantes sont votées : la loi départementale du 10 août 1871, qui donne au département le statut de collectivité territoriale, et la grande loi municipale du 5 avril 1884. Toutes deux augmentent sensiblement le pouvoir de décision des conseils généraux et municipaux. Par ailleurs, une loi du 28 mars 1882 établit l’élection des maires, sauf à Paris. Le préfet reste cependant central dans le processus de modernisation du pays, comme l'illustre l'action des préfets Louis Lépine ou encore Eugène Poubelle à Paris.
À l'image du plus jeune préfet de l'histoire (30 ans), Alfred Roth dans le Morbihan, en août 1914, de nombreux préfets sont mobilisés et des intérims sont organisés. Durant la période de la Première guerre mondiale, les préfets, en particulier ceux des départements envahis, sont investis de lourdes tâches (approvisionnement de l’armée, ravitaillement et sécurisation des populations, contrôle de l’information, etc.). En effet, dix départements français sont occupés pendant tout ou partie de la guerre. Les préfets sont alors otages des Allemands et tentent d’y maintenir la présence de l’État. Les services administratifs restent en place, incarnant la continuité du service public. Dans les départements où ont lieu des combats, l’administration doit se protéger pour continuer à remplir ses missions. Ainsi, en Champagne, les services du ministère de l’Intérieur s’abritent dans les caves des viticulteurs afin d’échapper aux bombardements meurtriers.
À l'issue du conflit, le décret-loi du 5 novembre 1926 sur la décentralisation et la déconcentration administrative va avoir une grande influence sur le rôle des préfets et des sous-préfets puisqu'il s'agit « d’accroître leur rôle et leur autorité pour déconcentrer l'administration ». Les attributions transférées aux préfets par les ministres visent à renforcer leur rôle au niveau local. C’est ainsi que le préfet « surveille l’exécution des lois et règlements et que les chefs de services régionaux et départementaux sont tenus de lui fournir tous renseignements utiles à l’accomplissement de sa mission » (art. 3).

#### La préfectorale sous le régime de Vichy: entre loyauté du pouvoir en place et résistance
La Seconde guerre mondiale va être pour les préfets une période de déchirement. Nombreux sont les membres du corps préfectoral qui s’engagent dans la Résistance. Trente-neuf d’entre eux meurent pour la France au cours d’opérations de combat, fusillés ou en déportation. Le plus célèbre d'entre eux est Jean Moulin, préfet d'Eure-et-Loir au déclenchement du conflit.
D'autres, comme Maurice Papon, qui est alors sous-préfet hors classe en poste à Bordeaux, choisiront la fidélité au régime de Vichy, qui renforce considérablement les pouvoirs du préfet : la loi du 13 octobre 1940 supprime les conseils généraux et confie leurs pouvoirs et la gestion de tous domaines de gestion départementale aux préfets. La loi du 16 novembre 1940 dissout les conseils municipaux des communes de plus de 2 000 habitants et les remplacent par des commissions municipales dont les membres sont désignés par le préfet ou, pour les grandes villes, par le ministre de l'Intérieur. Par ailleurs, la loi du 23 avril 1941 crée la fonction de « préfet régional ». Est également créé le cadre national des préfectures, après la dissolution des conseils généraux, en octobre 1940, qui met à la charge du ministère de l'Intérieur la gestion des personnels des préfectures, qui étaient jusqu'alors recrutés localement, gérés et payés par les conseils généraux.

### Depuis 1945,des évolutions profondes[Lesquelles?]
Depuis 1945, préfets et sous-préfets font partie des emplois pour lesquels la voie d'accès habituelle est celle de l'École nationale d'administration (ENA), devenue en 2021 l'Institut National du Service Public.
Plusieurs éléments attestent de l'évolution des préfets depuis 1945, comme le développe Henri Bouillon : 
D'abord, la décentralisation a profondément modifié leur rôle. Jusqu'en 1982, ils remplissaient une double mission à la tête du département : ils représentaient l'État et détenaient le pouvoir exécutif. Depuis 1982, ils ne possèdent plus que la première mission : ils représentent l'État et contrôlent la légalité des décisions adoptées par les collectivités territoriales, de manière à vérifier que la loi est correctement appliquée sur l'intégralité du territoire national.
Ensuite, la réorganisation interne de l'administration étatique a engendré un repositionnement du préfet dans l'administration : sa position a été ajustée par rapport au préfet de région, créé en 1964 ; surtout, la politique de déconcentration menée à partir de 1992 a permis au préfet de devenir une autorité essentielle dans l'État dans la mesure où, désormais, les mesures doivent être prioritairement adoptées au niveau territorial (par le préfet notamment) avant de remonter au niveau national. Le décret du 15 janvier 1997 précise cette répartition des rôles pour les décisions individuelles.
Enfin, la fonction préfectorale a subi l'impact des réformes managériales de l'administration publique, motivées notamment par la nécessité de faire des économies budgétaires et de faire monter en compétence l'action publique.

## Statut, carrière, nomination
Préfets et sous-préfets sont régis par des statuts mis en place en 1964 et qui, depuis, ont été souvent modifiés :
- décret no 64-260 du 14 mars 1964 portant statut des sous-préfets[17] ;
- décret no 64-805 du 29 juillet 1964 fixant les dispositions réglementaires applicables aux préfets[18].

La dernière réforme est celle du décret no 2022-491 du 6 avril 2022,.

### Sélection
Les préfets sont majoritairement choisis parmi les sous-préfets et les administrateurs de l'État, corps de fonctionnaire ayant succédé en 2022 au corps des administrateurs civils, créé à la Libération. Toutefois, le Gouvernement peut nommer librement, sans considération de leur statut antérieur, jusqu'à un tiers des préfets. Alors qu'il était autrefois majoritairement issu des promotions de l'École nationale d'administration (ENA), seul 30 % du corps préfectoral est composé d'énarques en 2010, selon Le Figaro.
Les sous-préfets sont choisis pour un bon nombre la plupart parmi les administrateurs de l' État. Des ingénieurs des « corps techniques » de l'État, des administrateurs territoriaux, des magistrats de l'ordre judiciaire ou de l'ordre administratif, des magistrats des chambres régionales des comptes, des commissaires de police, des officiers supérieurs des armées ou de gendarmerie peuvent aussi être détachés temporairement sous-préfets et intégrés ensuite s'ils le désirent dans le corps des administrateurs de l'État, depuis 2023.
Le corps des administrateurs de l'État est également un corps de débouché (environ 10 à 20 postes par an) pour les conseillers d'administration de l'intérieur et de l'outre-mer, les attachés hors classe, les attachés principaux affectés au sein d'un service du Ministère de l'Intérieur ainsi pour les attachés principaux ou hors classe d'une administration de l’État, ayant au moins sept ans de service (environ 5 postes par an).

### Nomination, affectation
Un préfet est nommé et affecté à un poste territorial par décret signé du président de la République, en conseil des ministres (Article 13 de la Constitution française), et sur la proposition du Premier ministre et du ministre de l'Intérieur, mais il existe aussi des préfets hors cadre nommés pour trois ans au plus (avec prolongation possible de deux ans), « dans la limite de sept postes, sur des emplois supérieurs comportant une mission de service public relevant du Gouvernement ».

### Carrière préfectorale
Les préfets sont répartis en une classe normale et une hors-classe. 
La « classe normale » des préfets est divisée en cinq échelons depuis 2014. 
Le classement des rémunérations des préfets est fixé par décret.  
Les préfets de classe normale sont rémunérés au vu de leur classement en « Echelle Lettre » C à E (équivalent des indices majorés 1131 à 1334), au vu des dispositions du décret n° 85-1148 du 24 octobre 1985 modifié relatif à la rémunération des personnels civils et militaires de l'État. Les préfets hors-classe ont droit à une rémunération égale à l'Echelle Lettre F, soit l'équivalent de l'indice majoré 1383. En plus de cette partie de rémunération, les préfets reçoivent une indemnité supplémentaire, la « nouvelle bonification indiciaire » (NBI), d'une valeur de 120 points pour un préfet délégué, de 140 points pour un préfet de classe normale ou de 180 points pour un préfet hors classe (pour 25 % des postes budgétaires). La valeur de l'indice 1 à compter du 1er janvier 2024 est de 4,9227 euros. 
Par ailleurs, les préfets avaient droit jusqu'au 1er janvier 2023 à un régime indemnitaire spécifique (indemnité spécifique de haute responsabilité et complément indemnitaire annuel versé en fin d'année) qui était auparavant fixé par l'arrêté du 14 novembre 2017, modifié par l'arrêté du 31 décembre 2021 (arrêté initial publié au Journal Officiel du 30 novembre 2017 et modification parue au Journal Officiel du 1er janvier 2022). Ainsi, les préfets affectés en territoires ou exerçant certaines fonctions étaient répartis en 6 groupes de rémunération, le groupe 1 étant le plus élevé et le mieux rémunéré. Le maximum du plafond de ces deux indemnités était de 93 955 euros pour les préfets classés en groupe 1 (préfets de région, préfets hors classe, par exemple). Les préfets classés en groupe 6 avaient droit à un maximum annuel d'indemnités de 74013 euros par an.  
Toutefois, ce régime indemnitaire a été transformé et modifié par l'arrêté du 23 novembre 2022 pris pour l'application à certains emplois supérieurs de la fonction publique de l'État, ledit arrêté ayant été publié au Journal Officiel le 24 novembre 2022 et le nouveau régime indemnitaire étant applicable à compter du 1 er janvier 2023. Ainsi, les préfets, nommés à leurs fonctions en tant qu' emplois supérieurs de la fonction publique d' l' État, ont droit à des plafonds annuels d'indemnités, afférents aux groupes de fonctions, mentionnés à l'article 2 du décret n° 2014-513 du 20 mai 2014, lesdits groupes de fonctions étant répartis en 4 niveaux, les anciens niveaux ou groupes 5 et 6 ayant été supprimés par l'arrêté du 23 novembre 2022.   
Le plafond annuel pour le premier niveau est de 115 000 euros, le deuxième niveau est situé à 101 000 euros, le troisième niveau est prévu à 77 000 euros et le dernier niveau, le quatrième, est fixé à 63 000 euros. Le même arrêté prévoit, par ailleurs, que le montant maximal annuel du complément indemnitaire lié à l'engagement professionnel et à la manière de servir, mentionné à l'article 4 du décret du 20 mai 2014. Ainsi, les préfets au premier niveau peuvent recevoir 50 000 euros, les préfets au deuxième niveau 44 000 euros, les préfets au troisième niveau 33 000 euros et ceux classés au quatrième niveau 27 000 euros.  
Le ministre de l'Intérieur prononce, par arrêté ministériel, l'avancement d'échelon lequel est automatique du 1er au 4e échelon, après deux ans d'ancienneté dans l'échelon précédent. L'accès au 5e échelon se fait après qu'un préfet a passé un an au 4e échelon.
Certains préfets (pour 25 % du nombre total des postes budgétaires) sont des préfets dits « hors-classe » (le grade le plus élevé, échelon qui correspond à des « postes territoriaux » mentionnés sur une liste établie par décret, correspondant aux postes de préfets de région ou de départements de plus d'un million d'habitants). « La durée des services accomplis par les préfets en cette qualité est prise en compte, le cas échéant, pour le reclassement dans la classe normale ».
« Les directeurs d'administration centrale et les directeurs des services actifs de police nommés préfets sont classés à l'échelon comportant un traitement égal ou, à défaut, immédiatement supérieur à celui qu'ils percevaient et ils bénéficient à cet échelon d'une ancienneté égale au temps pendant lequel ils ont perçu ce traitement ».
Après au moins deux ans de service en qualité de préfet, un préfet titulaire peut être placé en position de détachement. Cependant, « cette durée de service n'est pas requise en cas de détachement dans l'un des emplois prévus au décret n° 85-779 du 24 juillet 1985 portant application de l'article 25 de la loi no 84-16 du 11 janvier 1984 fixant les emplois supérieurs pour lesquels la nomination est laissée à la décision du Gouvernement ».
Les statuts de 1964 interdisent aux préfets et aux sous-préfets le droit de se syndiquer. Afin de faire représenter auprès du Ministre de l'Intérieur et de défendre leurs intérêts moraux et matériels, les préfets et sous-préfets disposent d'une association les regroupant, qui fut créée à la Libération. 
Ils sont comme tous les agents civils et militaires de l'État soumis à l'obligation de réserve. L'association du corps préfectoral et des hauts fonctionnaires du ministère de l'Intérieur, qui fut créée en 1945, est une organisation qui représente les intérêts moraux et professionnels de cette catégorie de fonctionnaire à statut spécial, auprès du cabinet du ministre de l'Intérieur, de celui du Premier Ministre et de celui du Président de la République.

## Fonction

### Corps préfectoral
Le corps préfectoral est un corps de hauts fonctionnaires d'État qui ont pour rôle de faire respecter les lois et règlements, les valeurs de la République telles que la laïcité ; ils doivent respecter la neutralité publique et agir en cas de trouble à l'ordre public. Ils ont l'interdiction de se syndiquer ou d'exercer le droit de grève. Ils sont en effet, plus que tous les autres fonctionnaires, garants de la continuité de l'État et notamment de ses fonctions régaliennes (police, organisation des secours…).
En 2007, le corps préfectoral a vu, au niveau régional, son rôle renforcé. Il orchestre les politiques publiques. Les directions et délégations régionales, leur nombre passant de trente à moins de dix, sont placés autour du préfet de région. Les préfets de région ont désormais, dans de larges domaines, autorité sur les préfets de département. Le chef de l’État précise le 21 novembre 2007 : « Un mouvement inédit de déconcentration au profit de l’échelon régional permettra de réduire le format des administrations centrales ».
Les membres du corps préfectoral exercent pour la majorité d'entre eux des fonctions de direction dans les différentes préfectures. Ceux qui ne sont pas en poste territorial travaillent généralement à l'administration centrale du ministère de l'Intérieur ou du ministère de l'Outre-Mer.
Les préfectures (101 structures) et les sous-préfectures (240 environ) correspondent pour l'essentiel au découpage administratif de la France.

### Préfet
Le préfet est la représentation de l’État au niveau d'un département, d'une région. Il est chargé de la mise en œuvre des politiques publiques, son rôle va devenir l'organe de coordination des services de l'État et des politiques de l'État. Il a le pouvoir de contrôle de légalité des actes administratifs établis par les pouvoirs publics.
Il est, entre autres, responsable des forces de police et, depuis 2009, de la gendarmerie départementale.
Le préfet occupe généralement un poste territorial de préfet de département. Le préfet du département chef-lieu de la région est aussi préfet de région, et le préfet de la région chef-lieu de zone de défense et de sécurité est préfet de zone de défense et de sécurité.
Certains postes territoriaux peuvent comporter une mission de coordination :
- préfet coordonnateur de bassin ;
- préfet coordonnateur de site d'importance communautaire (site du réseau Natura 2000 par exemple). Ainsi, le préfet de la Dordogne est le préfet coordonnateur pour le site d’importance communautaire « Vallée de la Nizonne » situé en Charente et en Dordogne[30].

Le préfet de police de Paris dirige la préfecture de police de Paris, où exercent trois autres préfets : un directeur de cabinet, un secrétaire général pour l'administration de la police de Paris et un secrétaire général de la zone de défense et de sécurité de Paris. 
Les directions opérationnelles de police (sécurité de proximité de l'agglomération parisienne, police judiciaire, renseignement) dépendent directement de la préfecture de police et sont placés sous l'autorité de hauts fonctionnaires à statut spécial, les directeurs de services actifs de police, qui sont issus tous du corps des commissaires de police et qui n'ont donc pas le statut de préfet.
Il existe des préfets délégués auprès d'autres préfets :
- préfet délégué pour la défense et la sécurité, il assiste le préfet de zone de défense et de sécurité[31] ;
- préfet délégué pour l'égalité des chances, depuis 2005, dans certains départements[32] ;
- préfet de police délégué auprès du préfet des Bouches-du-Rhône : il assiste celui-ci dans l'ensemble de ses attributions concourant à la mise en œuvre de la politique nationale de sécurité intérieure, au maintien de l'ordre public et à la sécurité des populations[33].

Des postes de préfets évaluateurs, chargés de l'évaluation des préfets et sous-préfets, ont également été créés.
Enfin, des préfets peuvent exercer la fonction de représentant de l'État dans les collectivités d'outre-mer, avec le titre de haut-commissaire ou d'administrateur supérieur.
Les anciens préfets n'exerçant pas de fonction dans le domaine préfectoral sont déclarés « hors cadre ».

### Préfet, secrétaire général
Le préfet, secrétaire général exerce les fonctions de secrétaire général de préfecture avec rang de préfet. À ce titre, il dirige les services juridiques, administratifs et des ressources humaines. La direction de la cohésion sociale est également placée sous son autorité fonctionnelle. Enfin, il est appuyé dans l'exercice de ses missions par un chef de cabinet et par un directeur, chargé de la mission « politique de la ville ». À ce jour[Quand ?], cette fonction existe dans seulement deux préfectures :
- la Préfecture de Paris et d'Île-de-France ;
- la Préfecture de la Métropole de Lyon, du Rhône et de Auvergne-Rhône-Alpes.
- les autres postes de secrétaire général de préfecture, dans les autres préfectures, sont exercés par des sous-préfets hors classe.

### Sous-préfet
Le sous-préfet peut être :
- sous-préfet d'arrondissement ;
- secrétaire général ou secrétaire général adjoint de préfecture (et généralement, en même temps, sous-préfet de l'arrondissement chef-lieu) ;
- secrétaire général aux affaires régionales ;
- directeur de cabinet du préfet ;
- chargé de mission pour la politique de la ville ;
- sous-préfet à la relance, etc.

## L'uniforme du corps préfectoral
Modifié par l'arrêté du général de Gaulle du 1er août 1945, qui supprime la grande tenue avec bicorne, habit brodé, ceinturon de soie noire, écharpe à glands d'or et épée, il comprend désormais trois tenues :
- une tenue de cérémonie, constituée d'un veston croisé avec pattes d'épaules brodées et parements de manches brodés amovibles. Le pantalon comporte une bande de soie noire, la casquette est brodée d'or. Les membres féminins du corps préfectoral portent une toque-tricorne de feutre uni bleu-marine ;
- une tenue de cérémonie d'été (notamment pour les préfets exerçant en Outre-Mer), analogue à la précédente, mais blanche avec des chaussures blanches ;
- une tenue de soirée, habit à pattes d'épaules brodées, gilet en piqué blanc, pantalon à bande d'or.

Les parements de manches comportent pour le préfet des dents de cannetille et deux guirlandes juxtaposées de feuilles de chêne et de feuilles d'olivier (pour les sous-préfets pas de dents et une seule guirlande). Les pattes d'épaules ont deux feuilles de chêne et deux feuilles d'olivier (une seule feuille d'olivier pour les sous-préfets). La casquette comporte deux guirlandes de feuilles de chêne et de feuilles d'olivier (une seule guirlande pour les sous-préfets).
Un arrêté du 25 août 1966 précise que le préfet de la région Île-de-France porte la tenue des préfets, mais la visière de sa casquette est ornée sur toute la longueur de son arc d'une guirlande de feuilles de chêne.

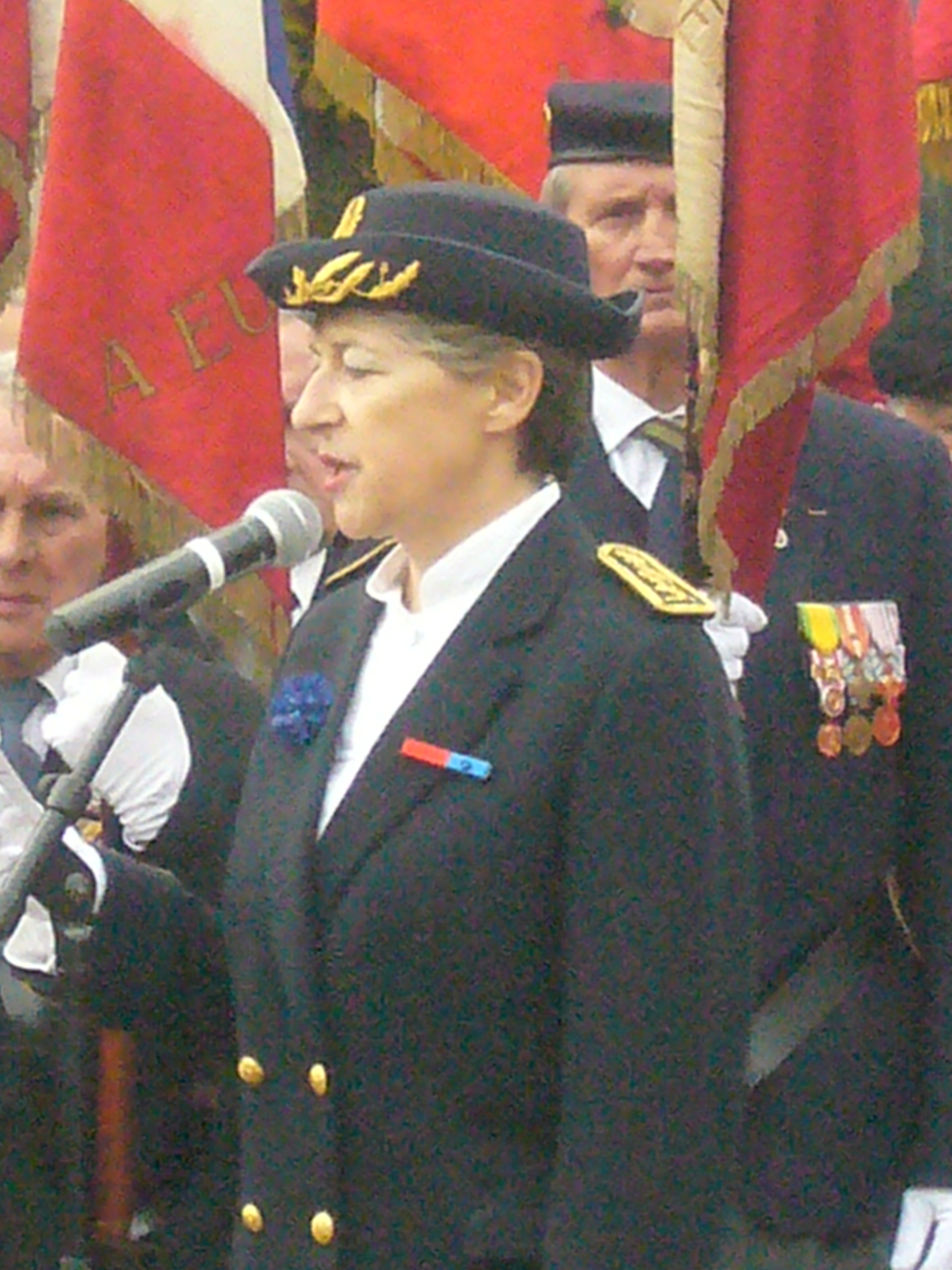
Tricorne de préfète
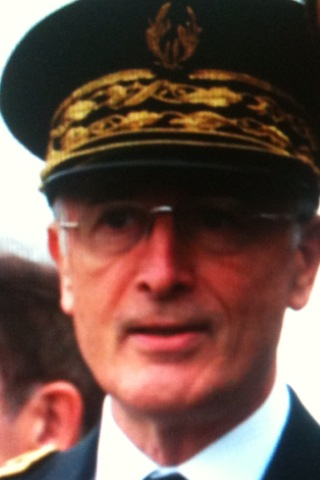
casquette de préfet
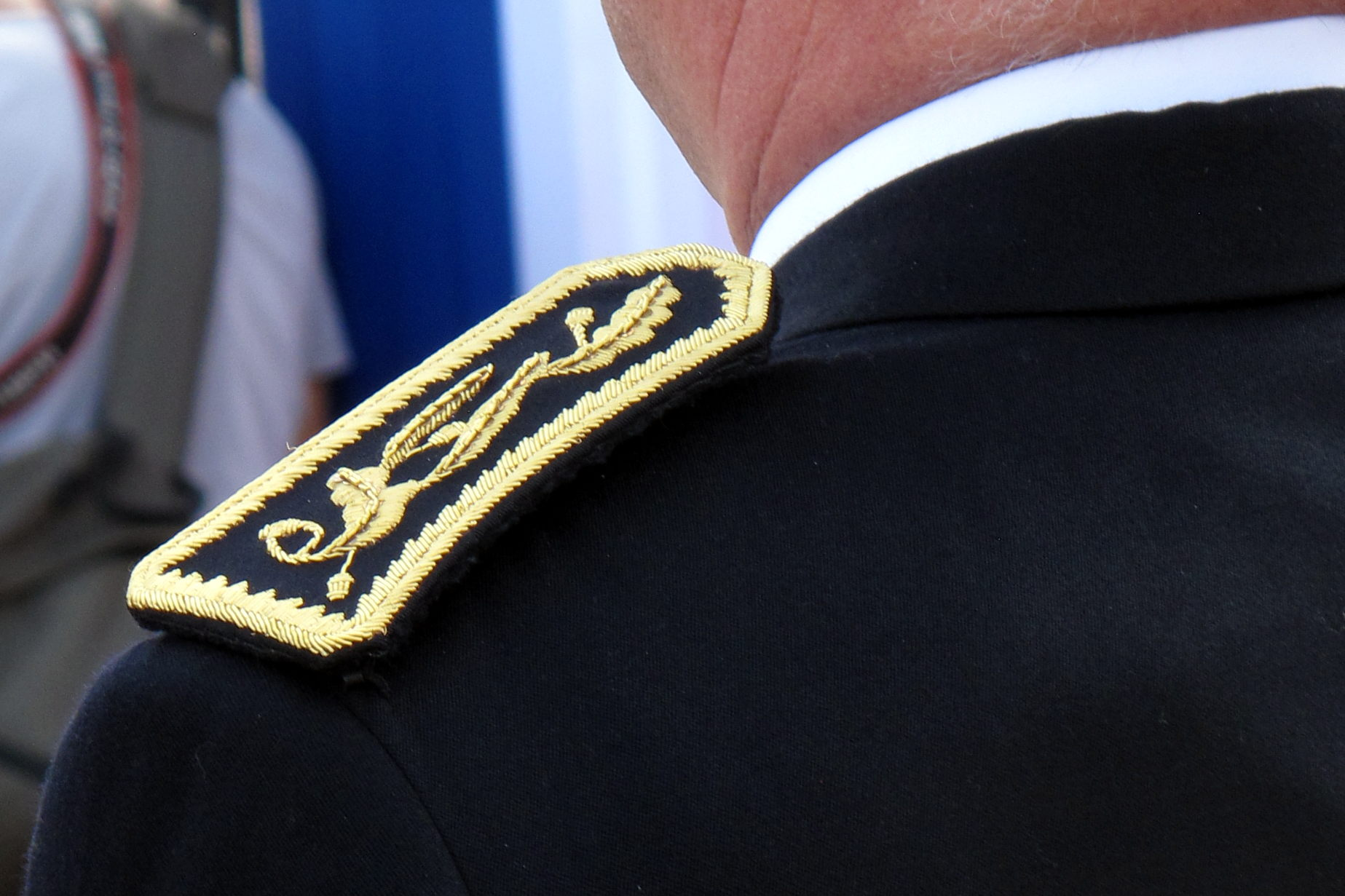
Épaulette
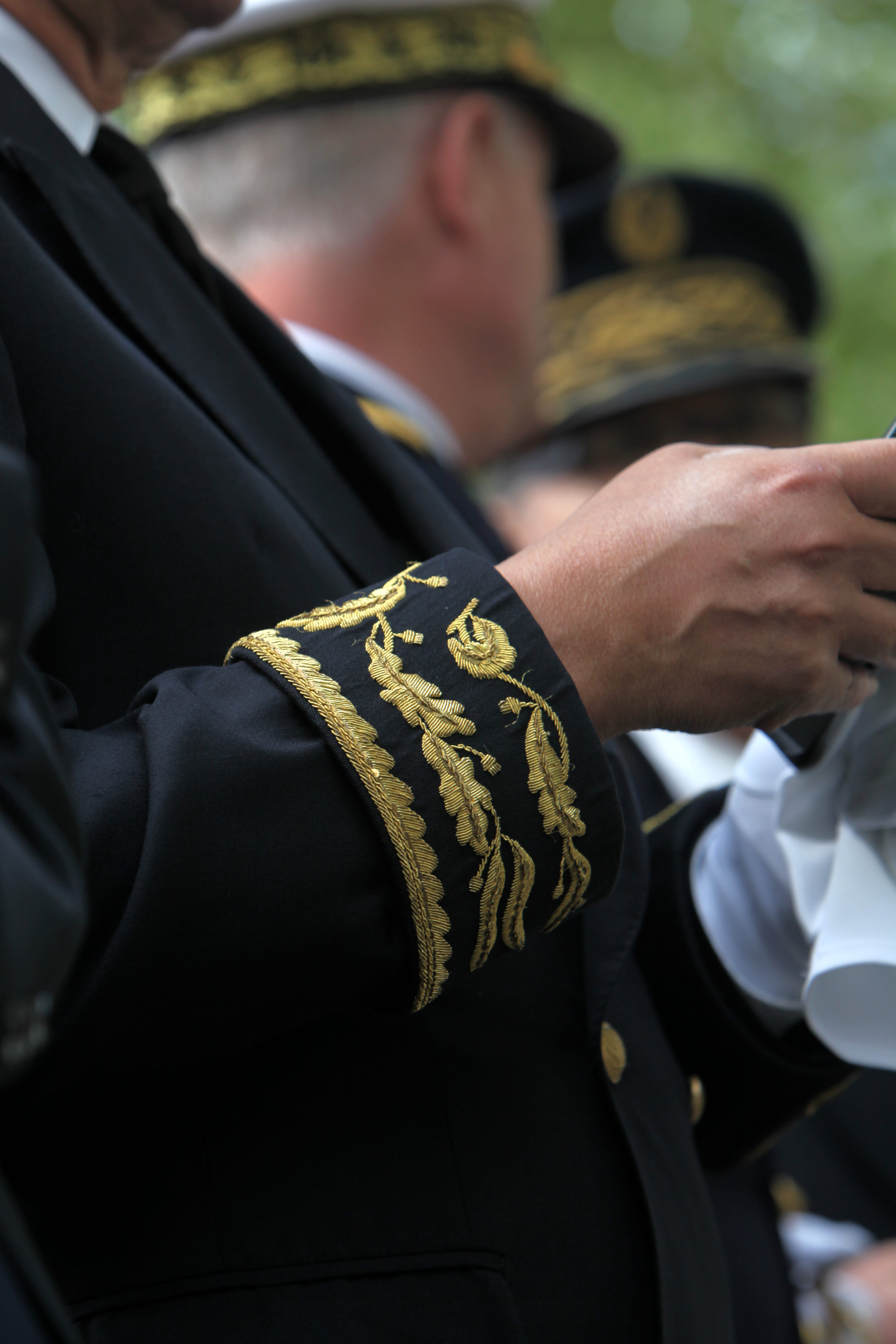
Manche d'uniforme de préfet

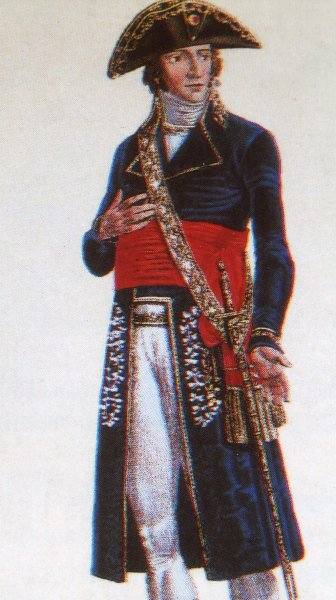
Uniforme de préfet à la création du corps.
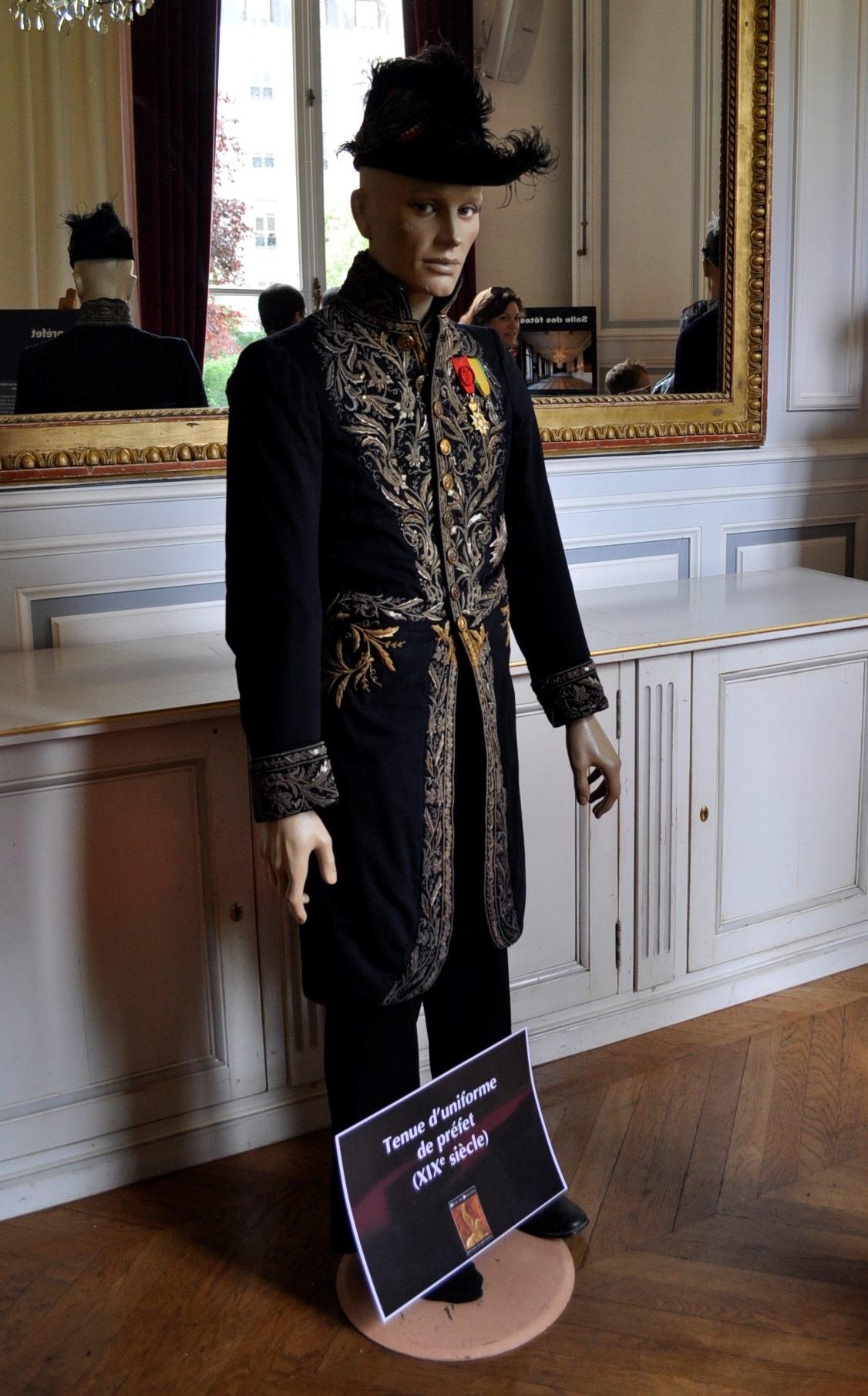
Uniforme du préfet au XIXe siècle.
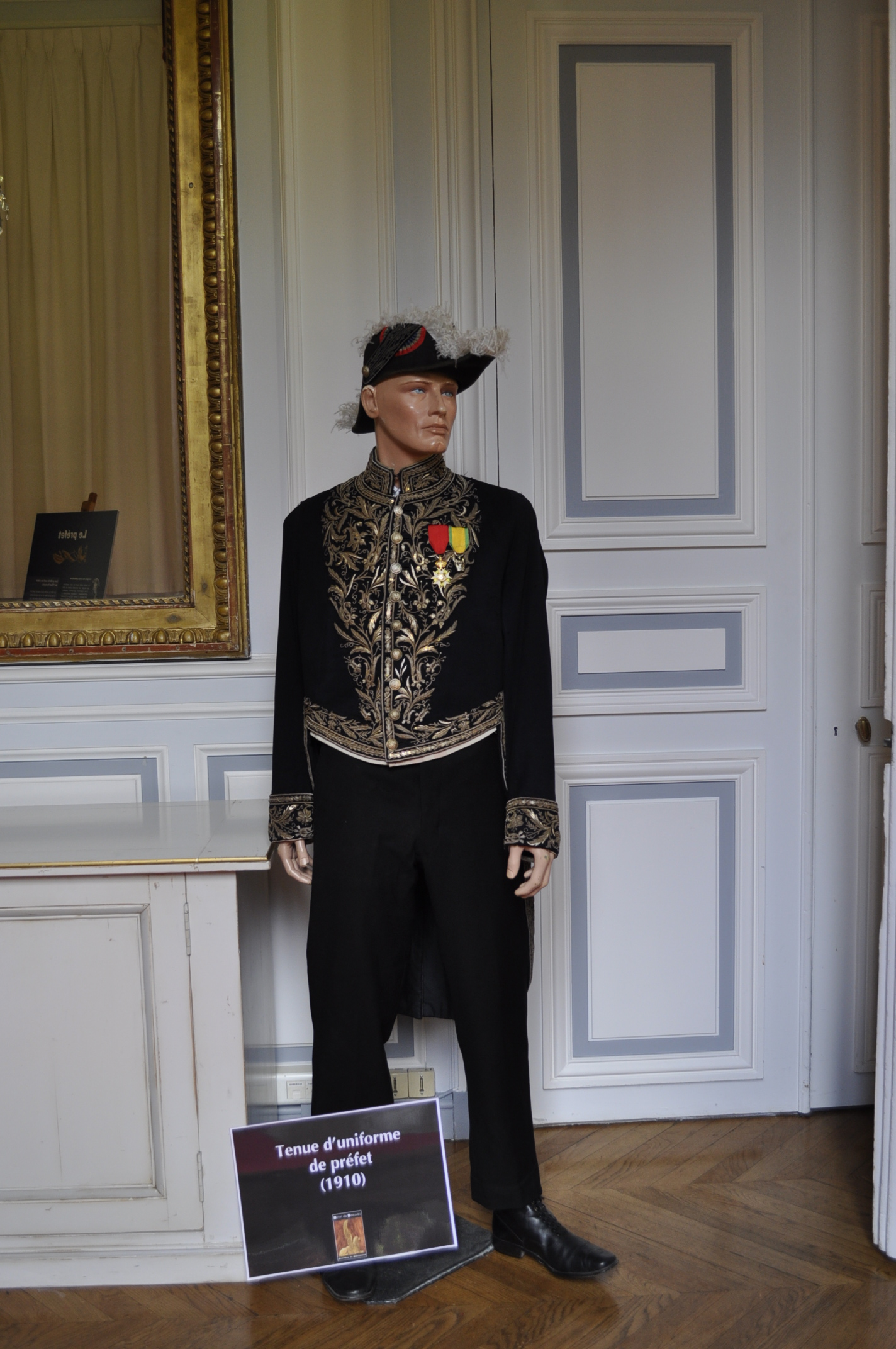
Uniforme du préfet en 1910.
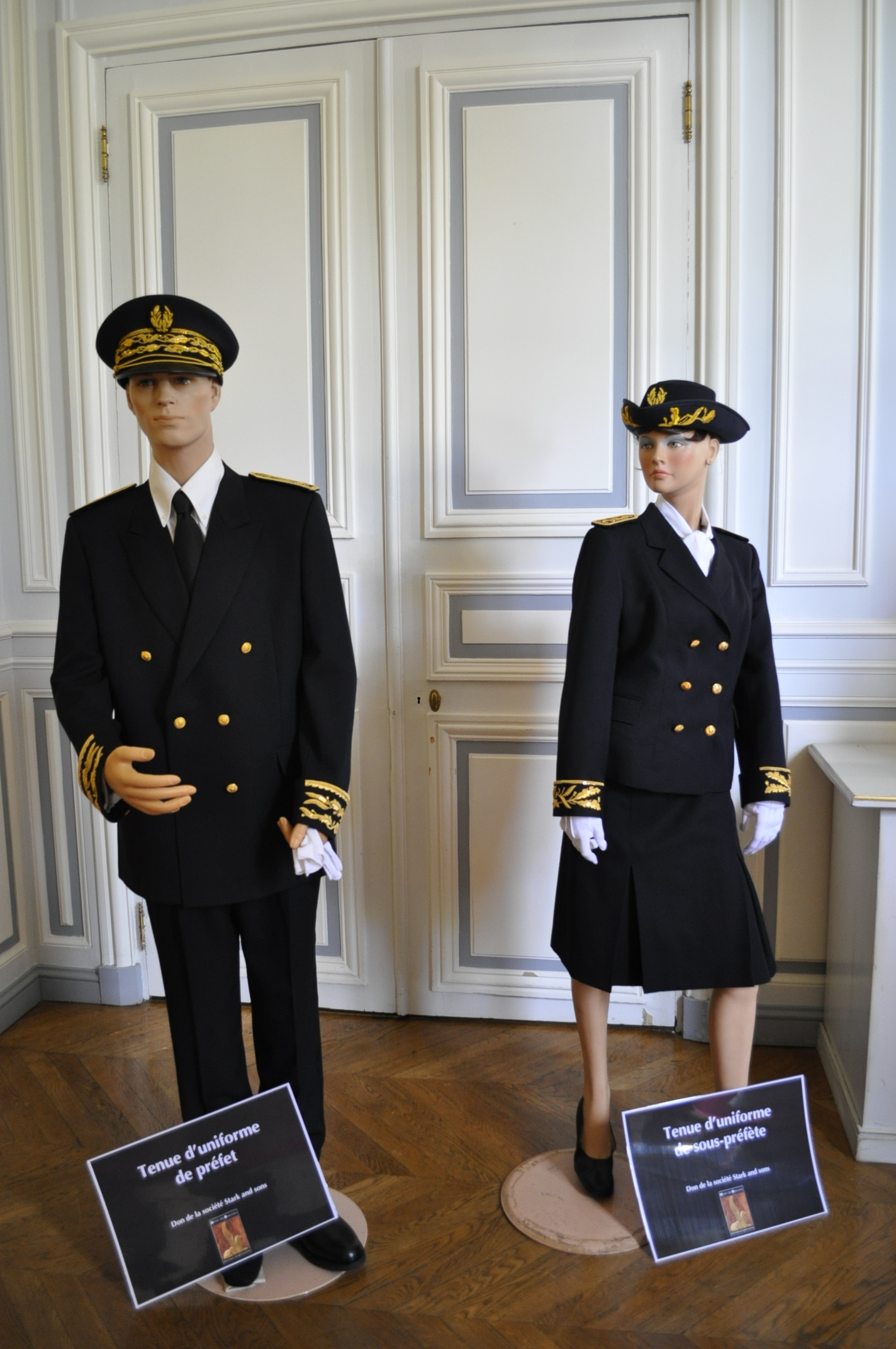
Uniformes (en 2014) de préfet et de sous-préfète.

## Quelques préfets célèbres
- Vincent-Marie Viénot de Vaublanc (1756-1845), préfet du Premier Empire et ministre de l'intérieur sous la Restauration (cf. ses mémoires, sur Gallica).
- Jacques Claude Beugnot (1761-1835), exerce des fonctions politiques depuis les États Généraux de 1789 jusqu'à la Restauration. Il a supervisé les premières nominations de préfet, lui-même s'installant à la préfecture de la Seine Maritime (Cf. ses mémoires sur Gallica).
- Auguste Laurent de Rémusat (1762-1823), homme politique français du Premier Empire et la Restauration française.
- Hervé Clérel de Tocqueville (1772-1856), préfet de six départements entre 1814 et 1828, puis Pair de France ; père d'Alexis de Tocqueville. Ses mémoires sont diffusés par l'Université du Québec à Chicoutimi.
- Georges Eugène Haussmann (1809-1891), préfet de la Seine.
- Claude-Philibert Barthelot de Rambuteau (1781-1869), préfet de la Seine et administrateur.
- Eugène Poubelle (1831-1907), juriste, administrateur et diplomate, préfet de la Seine.
- Sadi Carnot (1837-1894), président de la République française après avoir été préfet de la Seine-Inférieure.
- Louis Lépine (1846-1933), avocat et homme politique, préfet de police de la Seine.
- Abraham Schrameck (1867-1948), homme politique.
- Émile Bollaert (1890-1978), préfet du Rhône, résistant, déporté, commissaire de la République en Alsace, haut-commissaire de France en Indochine
- Jean Moulin (1899-1943), résistant, président du Conseil national de la Résistance, préfet de l'Aveyron puis d'Eure-et-Loir.
- Louis Dupiech (1900-1945), résistant, préfet de l'Aveyron.
- Édouard Bonnefoy (1899-1945), résistant, préfet du Rhône.
- Jacques-Félix Bussière (1895-1945), résistant, préfet des Bouches-du-Rhône.
- Cherif Mecheri (1902-1990), premier préfet d'origine arabo-berbère.
- René Bousquet (1909-1993), secrétaire général à la Police dans le gouvernement de Vichy.
- Pierre Sudreau (1919-2012), homme politique, plus jeune préfet.
- Yvette Chassagne (1922-2007), première femme préfète, nommée en 1981.
- Jacques Dewatre (1936-2021), ancien officier supérieur, ancien sous-préfet et diplomate.
- Claude Érignac (1937-1998), préfet de Corse, assassiné par un groupe de nationalistes corses.
- Claude Guéant (1945), préfet puis homme politique.
- Bernard Bonnet (1948), successeur du préfet Érignac en Corse et connu pour l'affaire des paillotes.

## Associations représentatives
Cette section ne s'appuie pas, ou pas assez, sur des sources secondaires ou tertiaires indépendantes du sujet. Le texte peut contenir des analyses inexactes ou inédites de sources primaires.
Pour l'améliorer, ajoutez-en, ou placez des modèles {{Source secondaire souhaitée}} ou {{Source secondaire nécessaire}} sur les passages mal sourcés. (juillet 2025)

### Association du Corps Préfectoral et des Hauts Fonctionnaires du Ministère de l’Intérieur
L’« Association du Corps Préfectoral et des Hauts Fonctionnaires du Ministère de l’Intérieur » (ACPHFMI) a été fondée en 1907, puis a adopté une nouvelle appellation le 31 octobre 1945 et comprend 821 adhérents en 2024 :
- 41 % d'anciens du ministère de l'Intérieur
- 8 % de préfets en activité ;
- 29 % de sous-préfets en activité ;
- 1 % d'inspecteurs généraux de l’administration ;
- 11 % issus de l'administration centrale
- 8 % de membres essaimés hors du ministère de l'Intérieur
- 2 % de membres associés

Son objectif est de donner des informations sur les réformes récentes ou les décisions prises par le gouvernement. L'association contribue au développement du réseau d'entraide entre ses adhérents. Une part importante de son action consiste à réaliser des études et à organiser des événements permettant d'alimenter les débats sur le rôle de l’État et les missions de ceux qui en sont les représentants.
L'actuel président de l'association est l'actuel préfet de la région Occitanie, Pierre-André DURAND.

### L’Amitié des Conjoints pour l’Entraide et l’Information dans le corps Préfectoral (ACEIP)
Créée en 1994, l'ACEIP compte en 2018 près de 136 membres. Son but est de resserrer les liens d'entraide et d'amitié entre tous les conjoints des membres du corps préfectoral partageant un même mode de vie. L'ACEIP s'adresse aux conjoints des membres du corps préfectoral en activité, quelle que soit leur position statutaire, ainsi qu'aux conjoints de fonctionnaires assurant les mêmes responsabilités durant leur période d'affectation.

## Conseil supérieur de l’appui territorial et de l’évaluation
Le Conseil supérieur de l’appui territorial et de l’évaluation crée par décret du 19 mai 2015 succède au Conseil supérieur de l’administration territoriale de l’État, lui-même créé en novembre 2006. Il a une mission générale de conseil, de soutien et d’orientation à l’égard des préfets, des sous-préfets et des fonctionnaires de niveau comparable affectés à l’administration centrale du ministère de l’intérieur et du ministère des outre-mer, dont la gestion est assurée par le secrétariat général. Il procède à l’évaluation des préfets dans le cadre de leur titularisation, des préfets titulaires à intervalles réguliers et des sous-préfets.